# ジェイソン・ウッドルー
ジェイソン・ウッドルーは、DCコミックスから刊行されるアメリカン・コミックに登場するキャラクター。

## 原作コミック
異次元世界「フローリア」の住人であり、初登場は『アトム』で、プラントマスターとして登場した。
植物を操る能力や植物を成長させる能力を持ち、「フローリア」および地球で得た植物に関する知識を持つ。この頃、まだ『アトム』のメインヴィランだったが、ジャスティス・リーグとも戦っている。
アトムおよびジャスティス・リーグに敗れたウッドルーは、能力の強化を強化するため、特殊な薬品により、自ら植物と同化した状態となる。以降、フロロニックマンと呼ばれるようになる。その皮膚自体が、植物（樹皮）に近い状態となったことでグリーンランタンの能力は無効化でき、ワンダーウーマンに対抗するほどのパワーも備えている。この戦いでも敗北こそしたが、ジャスティス・リーグに対抗できる事を印象付け、ヴィランチームに入ることにつながる
『スワンプシング』では、1983年に人気低迷のため設定を変更しリスタートした新シリーズで登場する。主人公アレック・ホランドの恩師で、サンダーランド・コーポレーションの社長エイブリー・カールトン・サンダーランド将軍が植質組織復元剤の秘密を探るために雇われる。
その後も『スワンプシング』のメインヴィランとなるが、パメラ・リリアン・アイズリー（ポイズン・アイビー）の恩師だったことから、『バットマン』にヴィランとしても何度か登場している。

## 映画『バットマン&ロビン Mr.フリーズの逆襲』
筋肉増強剤ベノムを製作し、それを軍事国家に売り込もうとするマッド・サイエンティストとして登場。
それを知り止めようとしたパメラを毒液槽に落とすが、パメラはポイズン・アイビーとなって復活し、毒のキスにより殺されてしまう。
なお、筋肉増強剤ベノムは作中でポイズン・アイビーがベインを誕生させる材料として使用され、作中のヴィランの半数以上を作り出した物語の元凶でもある。
演じたのはジョン・グローヴァー。